# Royal Indian Navy
La Royal Indian Navy (RIN) è stata la marina militare dell'India britannica.

## Storia
Le sue origini risalgono al 1612 quando venne istituita con la denominazione East India Company's Marine. Nel corso della sua esistenza ha cambiato più volte la sua denominazione, assumendo successivamente quella di Bombay Marine, Her Majesty's Indian Navy, Her Majesty's Indian Marine e Royal Indian Marine, fino all'ultima denominazione di Royal Indian Navy che venne assunta nel 1934.
Rimase una piccola marina fino alla seconda guerra mondiale, quando ebbe una grande espansione e nel corso del conflitto due sloops della Royal Indian Navy presero parte all'invasione della Sicilia.
Dopo la divisione dell'Impero anglo-indiano in Dominion dell'India e Dominion del Pakistan, la sua forza navale, compreso il personale, venne divisa con la Royal Pakistan Navy. Approssimativamente due terzi della sua Forza navale rimasero all'Unione Indiana. La forza navale continuò ad operare con la denominazione di Royal Indian Navy fino al 26 gennaio 1950, quando l'India divenne una repubblica e la denominazione della sua forza navale venne cambiata in Indian Navy. Le sue imbarcazioni vennero ri-designate come "Indian Naval Ships", così che il vecchio prefisso "HMIS" ("His Majesty's Indian Ships") che precedeva il nome dei vascelli fu sostituito da 'INS'.